# Falthurne

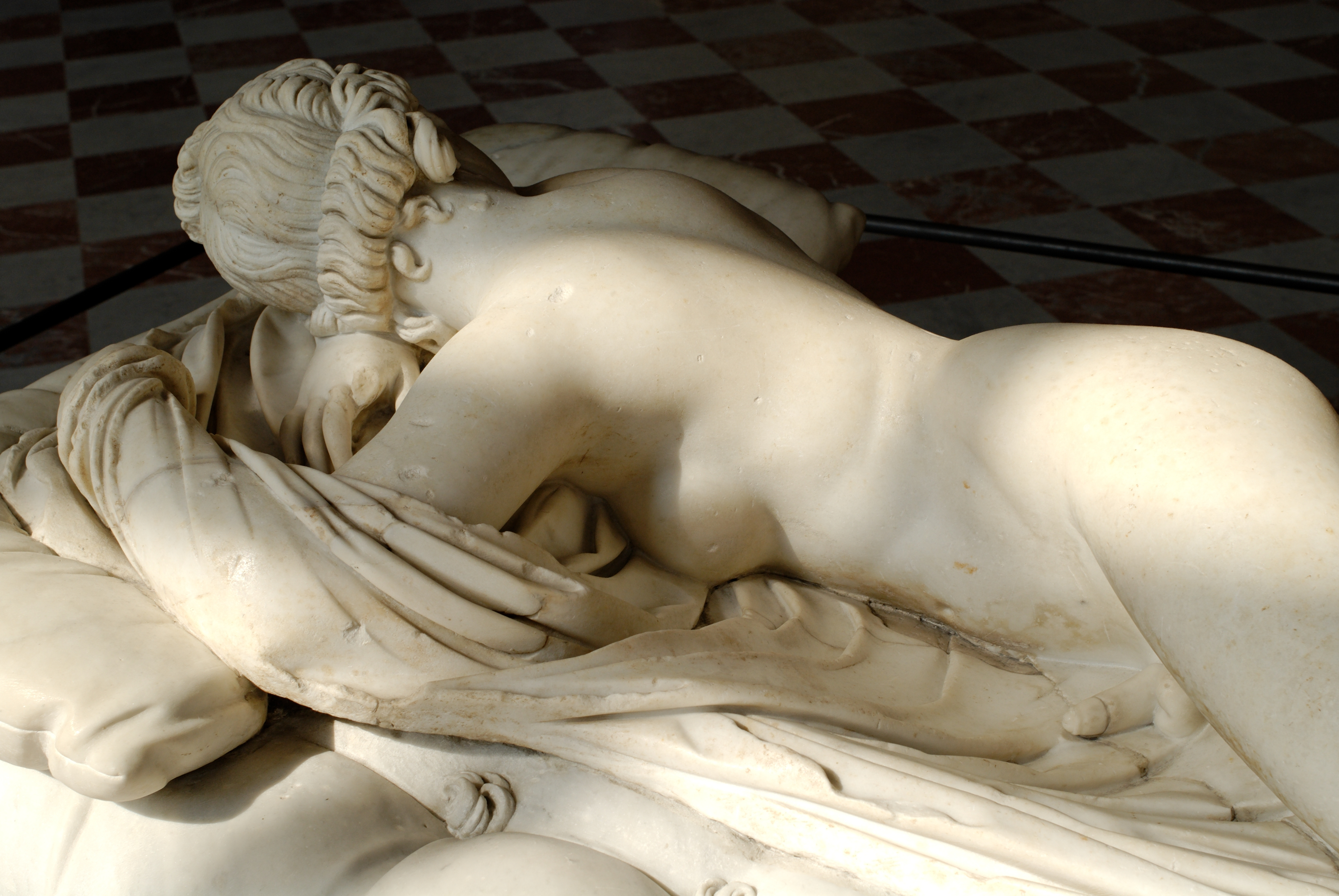
Hermaphrodite endormi, copie romaine d'un original grec, époque impériale (II), musée du Louvre (Ma 231).

Falthurne est un conte fantastique d'Honoré de Balzac, ébauché vers 1820. Repris sous le titre Falthurne II (1822-1823), et jusqu'en 1824, ce texte, jamais publié du vivant de Balzac, a été édité et présenté en 1951 par Pierre-Georges Castex dans Le Conte fantastique en France de Nodier à Maupassant. Il est considéré comme un brouillon de Séraphîta ou de Louis Lambert.

## Le Récit
À Naples, au XIIe siècle, Falthurne est une jeune fille grecque de taille très au-dessus de la moyenne, qui passe pour une créature dangereuse. Son nom serait combiné à partir du grec φαλλός τυραννός (« tyrannie du phallus »). Elle est considérée comme une sorcière parce qu'elle est savante (une sorte de génie, comme le sera Louis Lambert quelques années plus tard) mais aussi parce que sa personnalité est trouble. Sans doute androgyne, ou hermaphrodite, Falthurne est une ébauche de Séraphîta, surtout dans la seconde version remaniée en 1824. Outre des pouvoirs occultes hérités de prêtres égyptiens et grecs, elle en possède à la fois la beauté et la sagesse. On l'accuse de crimes imaginaires pour la mettre à mort, mais elle s'évade par des moyens magiques et la suite de ses aventures devient assez confuse.
Le jeune Balzac s'est caché derrière un nom d'emprunt pour écrire cette œuvre très personnelle à une époque de sa vie où il est littéralement asservi par des « négriers » de la littérature et où il participe à une véritable fabrique de romans. Ainsi, pour se démarquer de ce qu'il considère comme une infamie, il attribue Falthurne à un abbé italien fictif (Savonati) traduit par un traducteur fictif (un maître d’école nommé Matricante). Le décor napolitain est emprunté aux romans noirs d'Ann Radcliffe.
On trouve dans le texte de Falthurne de nombreuses indications qui laissent à penser que l’abbé Savonati (Scienza novati ?) serait une transposition littéraire de Giambattista Vico, l’auteur des Principi di scienza nuova d’intorno alla comune natura delle nazioni, qui semble avoir influencé la pensée de Balzac.
C'est sans doute l'œuvre de jeunesse de Balzac la plus clairement reliée aux Études philosophiques de La Comédie humaine.